# Xã Rome, Quận Faribault, Minnesota
Xã Rome (tiếng Anh: Rome Township) là một xã thuộc quận Faribault, tiểu bang Minnesota, Hoa Kỳ. Năm 2010, dân số của xã này là 143 người.